# 714 (číslo)
Sedm set čtrnáct je přirozené číslo. Následuje po čísle sedm set třináct a předchází číslu sedm set patnáct. Římskými číslicemi se zapisuje DCCXIV a řeckými číslicemi ψιδ.

## Matematika
714 je:
- Abundantní číslo
- Složené číslo
- Nešťastné číslo

## Astronomie
- (714) Ulula je planetka hlavního pásu, kterou objevil v roce 1911 Joseph Helffrich

## Roky
- 714
- 714 př. n. l.